# I Fought the Law
I Fought the Law è una canzone scritta da Sonny Curtis, incisa per la prima volta dai Crickets nel 1959.

## Storia del brano
La canzone è stata scritta nel 1958 da Sonny Curtis, che la incide nel 1959 quando entra a far parte dei Crickets, prendendo il posto del compianto Buddy Holly alla chitarra. Joe B. Mauldin e Jerry Allison mantengono le loro posizioni rispettivamente al contrabbasso e alla batteria, mentre Earl Lavelli ricopre anche il ruolo di voce del gruppo. La canzone è nel loro LP del 1960, In Style with the Crickets e l'anno successivo appare come B-side del singolo A Sweet Love. La canzone non ha mai ricevuto alcuna airplay.
Nel 1962 il gruppo di Milwaukee Paul Stefen and the Royal Lancers realizza una cover della canzone che li porta al successo a livello locale ma senza mai scalare le classifiche nazionali.
Nel 1964 Sammy Masters incide la sua cover del brano. Nello stesso anno, la canzone viene registrata da Bobby Fuller e la sua band per l'etichetta Exeter a El Paso, consolidando la loro la popolarità nella zona di West Texas con uno dei loro più grandi successi locali.

## Versione di Bobby Fuller
Dopo aver raggiunto il successo regionale in Texas, Bobby Fuller e la sua band decidono di passare alla major Del-Fi Records, sotto la Mustang Records, e diventano noti come i Bobby Fuller Four. Durante la produzione di successi minori, la band raggiunge la top ten nazionale con la cover di I fought the law nel 1965.
Appena sei mesi dopo l'apparizione della canzone nella classifica Billboard Hot 100, Fuller viene trovato morto per asfissia nella macchina di sua madre in un parcheggio nei pressi del suo appartamento di Los Angeles. Il Dipartimento di Polizia di Los Angeles ne dichiara la morte per apparente suicidio, ma altri ritengono che sia stato assassinato. Fuller ha solo 23 anni.

### Classifiche
| Anno | Classifica               | Posizione |
| ---- | ------------------------ | --------- |
| 1966 | Billboard Hot 100        | 9         |
| 1966 | Canadian RPM Top Singles | 11        |

La versione del brano incisa da Bobby Fuller occupa la centosettantacinquesima posizione della lista delle 500 migliori canzoni secondo Rolling Stone.

### Formazione
- Bobby Fuller (voce, chitarra)
- Randy Fuller (cori, basso)
- Jim Reese (cori, chitarra)
- DeWayne Quirico (batteria)

## Versione dei Clash
La versione di I Fought the Law dei Clash è stata pubblicata come singolo nel 1979.

### Pubblicazioni
La cover appare per la prima volta sull'E.P. inglese The Cost of Living, pubblicato nel maggio del 1979. Negli USA, il brano apparirà per la prima volta sull'edizione americana dell'album di debutto della band, The Clash. Nel 1988, la CBS Records ripubblicò il singolo nei seguenti formati: CD, 12" e 7", con The City of the Dead (presente sul lato B di Complete Control) e 1977 (lato B di White Riot) come B-side.
| Anno | Lato B                                                                    | Formati      | Etichetta    | Paese | Note  |
| ---- | ------------------------------------------------------------------------- | ------------ | ------------ | ----- | ----- |
| 1979 | 1. I Fought the Law (2:38)                                                | 45 giri (7") | Epic 9-50738 | USA   | Promo |
| 1988 | 1. The City of Dead (2:24) 2. 1977 (1:40)                                 | 45 giri (7") | CBS CLASH 1  | UK    | —     |
| 1988 | 1. The City of Dead (2:23) 2. Police on My Back (3:17) 3. 48 Hours (1:36) | 45 giri (7") | CBS CLASH T1 | UK    | —     |
| 1988 | 1. The City of Dead (2:23) 2. Police on My Back (3:17) 3. 48 Hours (1:36) | CD           | CBS CLASH C1 | UK    | —     |

### Classifiche
| Anno | Classifica             | Posizione |
| ---- | ---------------------- | --------- |
| 1988 | Official Singles Chart | 22        |

### Formazione
- Joe Strummer — voce, chitarra ritmica
- Mick Jones — chitarre elettriche, voce
- Paul Simonon — basso
- Topper Headon — batteria

## Altre versioni
- La canzone è stata eseguita, sia in concerto sia in studio, dai Dead Kennedys, che ne hanno fatto una versione riadattando il testo sulla storia dell'omicidio di Harvey Milk. Inoltre, Dave Courtney, l'autoproclamato gangster di Londra, ha cantato il pezzo insieme al gruppo scozzese pop-punk dei Mute fronteggiati da Jay Burnett, che ne ha adattato il testo al leggendario caso giudiziario dello stesso Dave. Sia in questa versione che in quella dei Dead Kennedys, il ritornello recita I Fought the Law and I Won (ho combattuto la legge e ho vinto), anziché I Fought the Law and the Law Won (ho combattuto contro la legge e la legge ha vinto), come nel testo originale e nella maggior parte delle versioni.
- Nel 1992, la versione country dei Nitty Gritty Dirt Band ha raggiunto la posizione numero 66 della classifica Billboard  Hot Country Singles & Tracks.[9]
- She Trinity, Beatsteaks, Viper, Bryan Adams, John Cougar Mellencamp, Johnny Cash, Bruce Springsteen, Roy Orbison, Tom Petty, Social Distortion, Stiff Little Fingers, Mike Ness, Hank Williams Jr, Waylon Jennings, Gary Allan, Green Day, Ska-P, Grateful Dead, Stray Cats, Claude François, Mano Negra, the Big Dirty Band, Nonstop Body/Lolita No. 18, The Brian Jonestown Massacre, Attaque 77, Die Toten Hosen, Status Quo, Nanci Griffith, Anti-Flag, Chumbawamba, Tsuyoshi Kawakami and His Moodmakers, Nick Stockton e numerosi altri artisti hanno reinterpretato questa canzone sia dal vivo sia in studio.
- Claude François ne fece una cover in francese nel 1967 dal titolo J'ai joué et puis j'ai perdu (Ho giocato e ho perso).
- Per il film del 2003 Intermission, Colin Farrell ha registrato una versione della canzone cantandola nelle vesti del suo personaggio nel film.
- L'incisione dei Mary's Danish è riportata nel film Buffy l'Ammazza Vampiri e nella relativa colonna sonora  del 1992.
- I Fought the Lloyds di Oystar è una versione comica registrata a sostegno della campagna intrapresa dai clienti del gruppo bancario e assicurativo Lloyds TSB per ottenere il rimborso delle spese legali. In questa versione il ritornello è stato cambiato in "I fought the Lloyds and Lloyds lost".
- Il gruppo serbo punk rock dei Goblini ha registrato una cover del brano con testi in lingua serba dal titolo Ne mogu više nell'album live  Live KST  del 1995, dedicandolo all'ex presidente Slobodan Milošević.
- Il gruppo Ska punk dei Reel Big Fish, nell'album di cover Fame, Fortune and Fornication, ha campionato il ritornello di I Fought the Law nella loro cover della canzone Authority Song di John Cougar Mellencamp[10].
- Il gruppocore degli Operation Ivy ha eseguito la canzone in una performance dal vivo nel 1988.
- Nell'episodio dei Simpsons Mia madre la fuggiasca, Mona Simpson canta la canzone mentre trasporta dei detenuti su un autobus verso il carcere.
- Nell'episodio di American Dad Lo Stato contro Martin SugarStan e Roger cantano la canzone dopo che Roger è stato dichiarato colpevole per tutte le accuse.
- Una versione di Nirvan Pistoljevic and The 88, cantata in croato, è riportata nel film 2007 The Hunting Party.